# جایزه سینمایی انتخاب منتقدان برای بهترین بازیگر نقش مکمل مرد

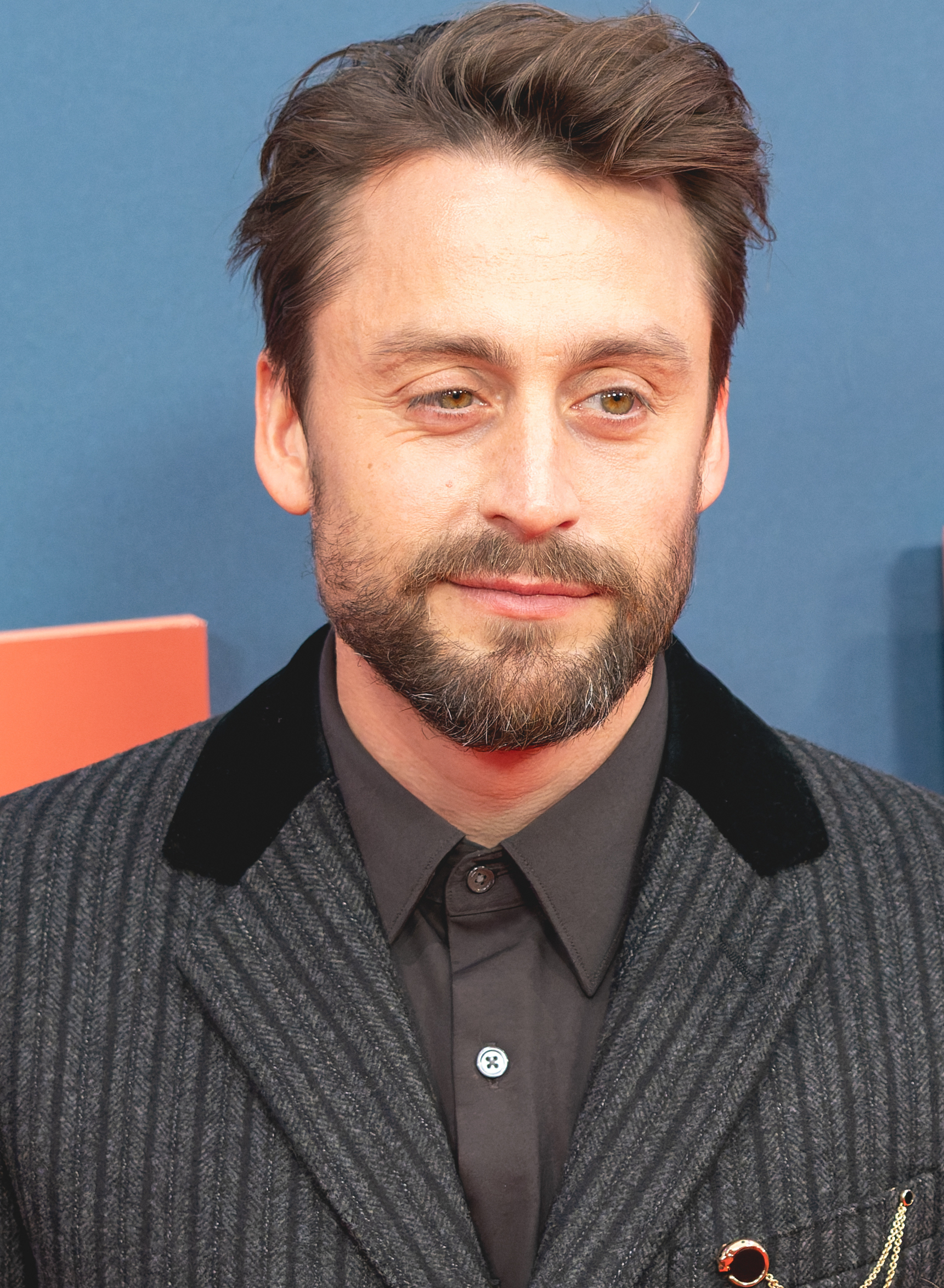
نمونه ای از برنده ها و نامزدهای جایزه سینمایی انتخاب منتقدان برای بهترین بازیگر نقش مکمل مرد

جایزه سینمایی انتخاب منتقدان برای بهترین بازیگر نقش مکمل مرد (انگلیسی: Critics' Choice Movie Award for Best Supporting Actor) جایزه‌ای که توسط انجمن منتقدان پخش فیلم به فعالان بخش سینما داده می‌شود.

## لیست برنده‌ها و نامزدها

### دهه ۱۹۹۰
- ۱۹۹۵: کوین اسپیسی – مظنونین همیشگی در نقش Roger "Verbal" Kint † and اد هریس – آپولو ۱۳ (فیلم) در نقش Gene Kranz ‡
- ۱۹۹۶: کوبا گودینگ جونیور – جری مگوایر در نقش Ron Tidwell †
- ۱۹۹۷: آنتونی هاپکینز – آمیستاد در نقش جان کوئینسی آدامز ‡
- ۱۹۹۸: بیلی باب تورنتون – یک نقشه ساده در نقش Jacob Mitchell ‡
- ۱۹۹۹: مایکل کلارک دانکن – مسیر سبز در نقش John Coffey ‡

### دهه ۲۰۰۰
- ۲۰۰۰: واکین فینیکس – گلادیاتور (فیلم ۲۰۰۰) در نقش کومودوس ‡
- ۲۰۰۱: بن کینگزلی – جانور سکسی در نقش Don Logan ‡
  - جیم برودبنت – آیریس (فیلم) در نقش John Bayley †
  - جان ویت – علی (فیلم) در نقش Howard Cosell ‡
- ۲۰۰۲: کریس کوپر (بازیگر) – اقتباس (فیلم ۲۰۰۲) در نقش  John Laroche  †
  - آلفرد مولینا – فریدا (فیلم) در نقش دیه‌گو ریورا
  - پل نیومن – جاده‌ای به‌سوی تباهی در نقش John Rooney ‡
- ۲۰۰۳: تیم رابینز – رودخانه میستیک در نقش Dave Boyle †
  - الک بالدوین – The Cooler در نقش Shelly Kaplow ‡
  - پل بتانی – ناخدا و فرمانده: آخر دنیا در نقش Dr. Stephen Marturin
  - بنیسیو دل تورو – ۲۱ گرم در نقش Jack Jordan ‡
  - کن واتانابه – آخرین سامورایی در نقش Lord Moritsugu Katsumoto ‡
- ۲۰۰۴: توماس هیدن چرچ – راه‌های فرعی (فیلم) در نقش Jack Cole ‡
  - جیمی فاکس – وثیقه (فیلم) در نقش Max Durocher ‡
  - مورگان فریمن – دختر میلیون‌دلاری در نقش Eddie "Scrap Iron" Dupris †
  - کلایو اوون – نزدیک‌تر (فیلم) در نقش Larry Gray ‡
  - پیتر سارسگارد – کینزی (فیلم) در نقش Clyde Martin
- ۲۰۰۵: پل جیاماتی – مرد سیندرلایی در نقش Joe Gould ‡
  - جرج کلونی – سیریانا در نقش Bob Barnes †
  - کوین کاستنر – The Upside of Anger در نقش Denny Davies
  - مت دیلون – تصادف (فیلم ۲۰۰۴) در نقش John Ryan ‡
  - جیک جیلنهال – کوهستان بروکبک در نقش Jack Twist ‡
  - ترنس هاوارد – تصادف (فیلم ۲۰۰۴) در نقش Cameron Thayer
- ۲۰۰۶: ادی مورفی – دختران رؤیایی (فیلم) در نقش James "Thunder" Early ‡
  - بن افلک – هالیوودلند در نقش جرج ریوز
  - آلن آرکین – میس سان‌شاین کوچولو در نقش Edwin Hoover †
  - آدام بیچ – پرچم‌های پدران ما در نقش Ira Hayes
  - جایمن هانسو – الماس خونین (فیلم) در نقش Solomon Vandy ‡
  - جک نیکلسون – رفتگان در نقش Francis "Frank" Costello
- ۲۰۰۷: خاویر باردم – جایی برای پیرمردها نیست (فیلم) در نقش Anton Chigurh †
  - کیسی افلک – قتل جسی جیمز به‌دست رابرت فورد بزدل در نقش Robert Ford ‡
  - فیلیپ سیمور هافمن – جنگ چارلی ویلسون در نقش Gust Avrakotos ‡
  - هال هالبروک – به‌سوی طبیعت وحشی در نقش Ron Franz ‡
  - تام ویلکینسون – مایکل کلیتون در نقش Arthur Edens ‡
- ۲۰۰۸: هیث لجر – شوالیه تاریکی (فیلم) (posthumously) در نقش The Joker †
  - جاش برولین – میلک (فیلم) در نقش Dan White ‡
  - رابرت داونی جونیور – تندر استوایی در نقش Kirk Lazarus ‡
  - جیمز فرانکو – میلک (فیلم) در نقش Scott Smith
  - فیلیپ سیمور هافمن – تردید (فیلم ۲۰۰۸) در نقش Father Brendan Flynn ‡
- ۲۰۰۹: کریستف والتس – حرامزاده‌های لعنتی در نقش هانس لاندا †
  - مت دیمون – شکست‌ناپذیر (فیلم ۲۰۰۹ ایستوود) در نقش Francois Pienaar ‡
  - وودی هارلسون – پیام‌آور (فیلم ۲۰۰۹) در نقش Cpt. Tony Stone ‡
  - Christian McKay – من و اورسن ولز در نقش اورسن ولز
  - آلفرد مولینا – درس‌آموزی در نقش Jack Mellor
  - استنلی توچی – استخوان‌های دوست‌داشتنی (فیلم) در نقش George Harvey ‡

### دهه ۲۰۱۰
- ۲۰۱۰: کریستین بیل – مشت‌زن (فیلم ۲۰۱۰) در نقش Richard "Dicky" Eklund, Jr. †
  - اندرو گارفیلد – شبکه اجتماعی (فیلم) در نقش Eduardo Saverin
  - جرمی رنر – شهر (فیلم ۲۰۱۰) در نقش James "Jem" Coughlin ‡
  - سام راکول – Conviction در نقش Kenny Waters
  - مارک روفالو – بچه‌ها حالشان خوب است در نقش Paul Hatfield ‡
  - جفری راش – سخنرانی پادشاه در نقش Lionel Logue ‡
- ۲۰۱۱: کریستوفر پلامر – تازه‌کارها در نقش Hal Fields †
  - کنت برانا – هفته‌ای که با مریلین گذراندم در نقش لارنس الیویه ‡
  - آلبرت بروکس – رانندگی (فیلم) در نقش Bernie Rose
  - نیک نولتی – مبارز (فیلم ۲۰۱۱) در نقش Paddy Conlon ‡
  - پتن اسوالت – بزرگسال جوان در نقش Matt Freehauf
  - اندی سرکیس – ظهور سیاره میمون‌ها در نقش Caesar
- ۲۰۱۲: فیلیپ سیمور هافمن – استاد (فیلم ۲۰۱۲) در نقش Lancaster Dodd ‡
  - آلن آرکین – آرگو (فیلم ۲۰۱۲) در نقش Lester Siegel ‡
  - خاویر باردم – اسکای‌فال در نقش Raoul Silva / Tiago Rodriguez
  - رابرت دنیرو – دفترچه امیدبخش در نقش Patrizio "Pat" Solitano, Sr. ‡
  - تامی لی جونز – لینکلن (فیلم ۲۰۱۲) در نقش Thaddeus Stevens ‡
  - متیو مک‌کانهی – مجیک مایک در نقش Dallدر نقش
- ۲۰۱۳: جرد لتو – باشگاه خریداران دالاس در نقش Rayon †
  - برخد عبدی – کاپیتان فیلیپس (فیلم) در نقش Abduwali Muse ‡
  - دانیل برول – شتاب (فیلم ۲۰۱۳) در نقش نیکی لائودا
  - بردلی کوپر – حقه‌بازی آمریکایی در نقش FBI Agent Richie DiMaso ‡
  - مایکل فاسبندر – ۱۲ سال بردگی در نقش Edwin Epps ‡
  - جیمز گاندولفینی – بحث کافیه در نقش Albert
- ۲۰۱۴: جی. کی. سیمونز – شلاق (فیلم ۲۰۱۴) در نقش Terence Fletcher †
  - جاش برولین – خباثت ذاتی (فیلم) در نقش Lt. Det. Christian "Bigfoot" Bjornsen
  - رابرت دووال – قاضی (فیلم ۲۰۱۴) در نقش Judge Joseph Palmer ‡
  - ایتن هاک – پسرانگی در نقش Mدر نقشon Evans, Sr. ‡
  - ادوارد نورتون – بردمن (فیلم) در نقش Mike Shiner ‡
  - مارک روفالو – فاکس‌کچر (فیلم) در نقش دیو شولتز (کشتی‌گیر) ‡
- ۲۰۱۵: سیلوستر استالونه – کرید (فیلم) در نقش راکی بالبوآ (شخصیت) ‡
  - پل دانو – عشق و بخشش (فیلم) در نقش برایان ویلسون
  - تام هاردی – بازگشته (فیلم ۲۰۱۵) در نقش John Fitzgerald ‡
  - مارک روفالو – اسپات‌لایت (فیلم ۲۰۱۵) در نقش Michael Rezendes ‡
  - مارک رایلنس – پل جاسوس‌ها در نقش Rudolf Abel †
  - مایکل شنون – ۹۹ خانه در نقش Rick Carver
- ۲۰۱۶: ماهرشالا علی – مهتاب (فیلم ۲۰۱۶) در نقش Juan †
  - جف بریجز – اگر سنگ از آسمان ببارد در نقش Marcus Hamilton ‡
  - بن فاستر – اگر سنگ از آسمان ببارد در نقش Tanner Howard
  - لوکاس هجز – منچستر بای د سی در نقش Patrick Chandler ‡
  - دو پتل – شیر (فیلم ۲۰۱۶) در نقش Saroo Brierley ‡
  - مایکل شنون – حیوانات شب‌زی (فیلم) در نقش Detective Bobby Andes ‡